# Варчушка
Варчушка (уст. Варчужка, Варшинская Виска) — река в Мезенском районе Архангельской области России, правый приток Пёзы (бассейн Мезени).
Длина реки — 110 км, площадь водосборного бассейна — 869 км². Вытекает из озера Варш, находящегося на западе Тиманского кряжа на границе с Ненецким автономным округом. Река извилистая, с общим направлением течения на юг. Впадает в Пёзу по правому берегу в 313 км от её устья, в 5 км к северо-востоку от деревни Сафоново.

## Данные водного реестра
По данным государственного водного реестра России относится к Двинско-Печорскому бассейновому округу, водохозяйственный участок реки — Мезень от водомерного поста деревни Малонисогорская и до устья. Речной бассейн реки — Мезень:
Код водного объекта в государственном водном реестре — 03030000212103000049286.